# Двигун Стірлінга

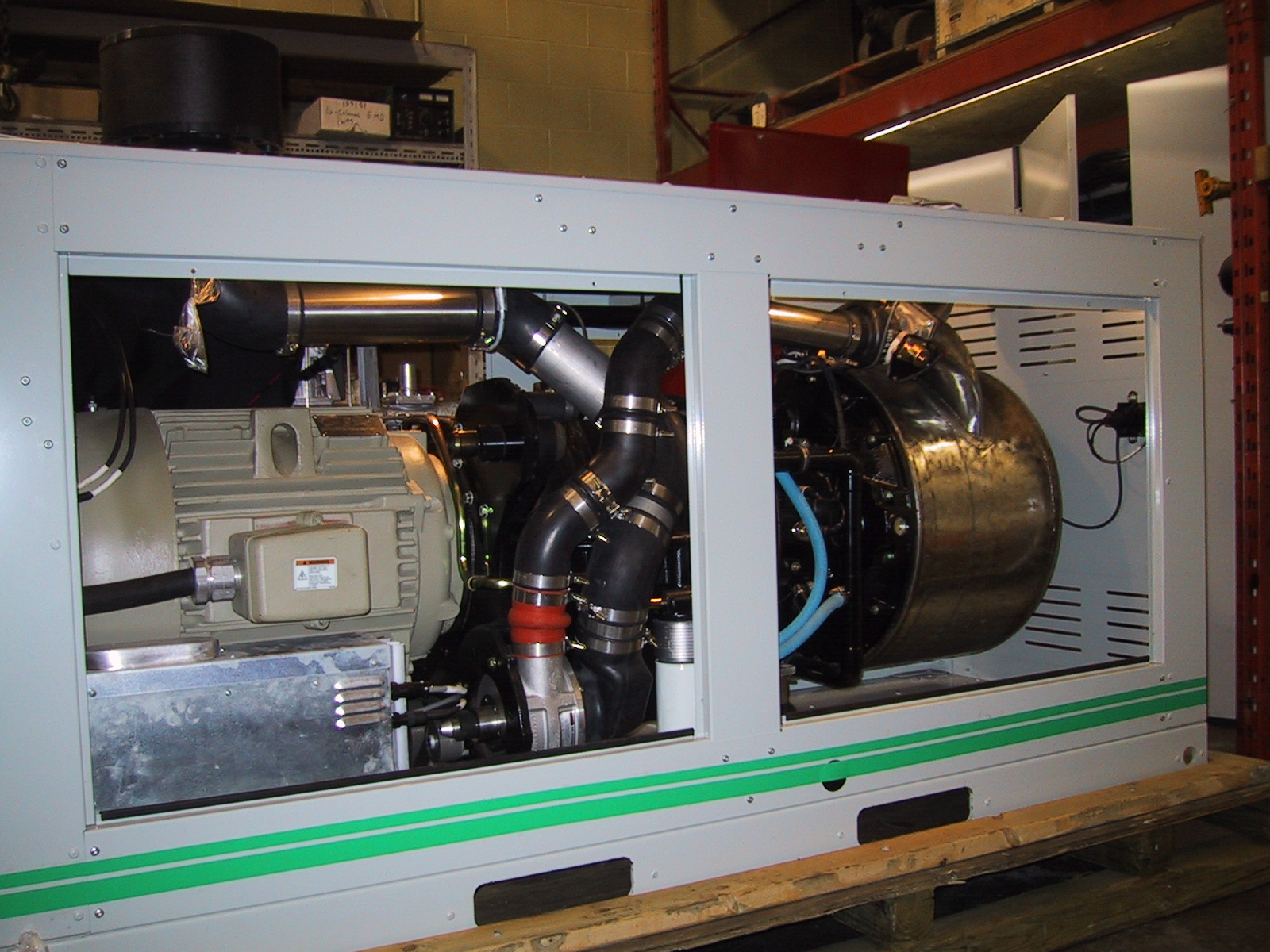
Електрогенератор з двигуном Стірлінга. Робочою речовиною служить водень

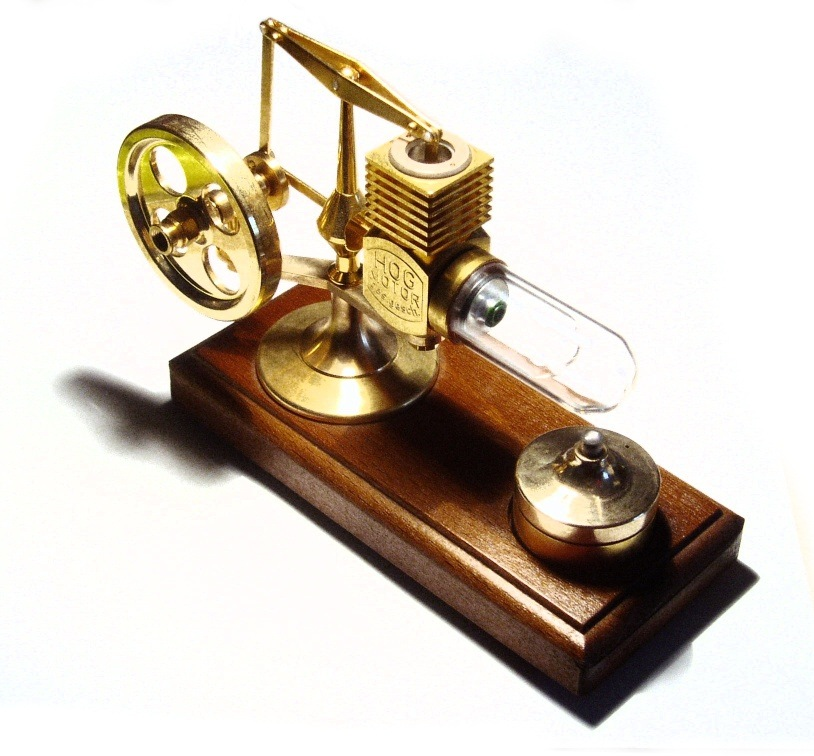
Двигун Стірлінга (модель)

Двигун Стірлінга (ДС) — тепловий двигун із зовнішнім підводом тепла. Він працює за замкненим термодинамічним циклом Стірлінга. Незмінна кількість робочої речовини циркулює між двома камерами із різними температурами, де по черзі нагрівається та охолоджується. За рахунок цього змінюється тиск робочої речовини, який і рухає робочі поршні. Роберт Стірлінг запатентував цей тип двигуна у 1816 році.
Створення мініатюрних двигунів Стірлінга є популярним напрямом технічної творчості.

## Особливості
Власне, двигуни із зовнішнім підводом тепла винахідники пропонували і раніше. Та двигун Стірлінга має суттєву відмінність — це так званий «економ», або рекуператор. Рекуператор відбирає тепло, коли робоче тіло переміщується з камери нагрівача до охолоджувача, і підігріває робоче тіло, коли воно рухається в зворотній бік.
Двигун, що працює за циклом Стірлінга, відрізняється від двигунів внутрішнього згоряння тим, що в пристрої присутня незмінна кількість робочого тіла. Перші «стірлінги» використовували як робоче тіло повітря, яке через нещільності витікало назовні. Саме тому перші «стірлінги» мали низький тиск робочого тіла. Сучасні «стірлінги» зазвичай виконуються герметичними, а як робоче тіло використовують водень, гелій, азот під високим (вище 100 атм) тиском.
Тепло передається у систему, і відбирається із системи через стінки. Всередині системи згоряння немає, і як наслідок, відсутні стрибки тиску, які супроводжують процес згоряння.
У двигуні є дві робочі зони (це можуть бути дві окремі камери). Зазвичай, робочий об'єм у цих зонах (камерах) змінюється за допомогою поршнів. Поршні можуть бути зв'язані між собою: механічною передачею, пневматичним, гідравлічним, електричним пристроєм.
Важливим компонентом «стірлінга» є рекуператор. Завдяки рекуператору теоретичний ККД «стірлінга» вважається еквівалентним циклу Карно.

## Класифікація двигунів Стірлінга
Серед інженерів склалася класифікація, згідно якої ДС поділяються на такі конфігурації:
|  |  |  |

- Альфа-конфігурація. Зона нагрівання і зона охолодження робочого тіла мають кожна свій циліндр і поршень. Гарячий і холодний циліндри з'єднані трубою, в якій розміщений рекуператор. α-Стірлінг — містить два окремих силових поршні в окремих циліндрах. Один поршень є гарячий, а інший — холодний. Циліндр із гарячим поршнем знаходиться у теплообміннику з більш високою температурою, у той же час як циліндр із холодним поршнем знаходиться у холодному теплообміннику. Регенератор розташовано на з'єднувальній трубці між гарячим і холодним циліндрами

Модифікації двигуна Стірлінга (технологічні схеми):
а – α-Стірлінг; б – β-Стірлінг; в – γ-Стірлінг

- Бета-конфігурація. Зона нагрівання і зона охолодження робочого тіла розміщені по різні кінці одного циліндра. Зазвичай, з холодного кінця розміщений робочий поршень. Об'єм холодного та гарячого газу міняється за рахунок переміщення між холодною та гарячою зонами поршня-витискувача. β-Стірлінг — містить один циліндр, гарячий з одного кінця та холодний з іншого. Всередині циліндра рухаються поршень, з якого знімається потужність, та витіснювач. Витіснювач змінює об'єм гарячої порожнини. Газ перекачується із холодної частини в гарячу через регенератор.
- Гама-конфігурація. Схожа з бета-конфігурацією, але робочий поршень винесено у окремий циліндр. γ-Стірлінг — містить поршень та витіснювач, що знаходяться у різних циліндрах. Один циліндр холодний (там рухається поршень, з якого знімається потужність), а другий гарячий з одного кінця і холодний з іншого (там рухається витіснювач). Регенератор може бути зовнішнім і внутрішнім. При зовнішньому регенераторі з'єднані гаряча частина другого циліндра із холодною і одночасно із першим (холодним) циліндром. Внутрішній регенератор є частиною витіснювача.

У всіх модифікаціях рухи поршнів узгоджені між собою за допомогою механічних зв’язків.

## Переваги двигуна Стірлінга
Двигун при роботі створює значно менше шуму, ніж двигуни внутрішнього згоряння, оскільки відсутній викид робочого тіла назовні. Для бета-стірлінга можлива ідеальна врівноваженість механізму. В такому випадку у двигуна практично відсутня і вібрація.
Теоретично досяжний коефіцієнт корисної дії (ККД) двигуна, що працює за циклом Стірлінга дорівнює ККД циклу Карно і залежить лише від різниці температур нагрівача {\displaystyle T_{1}} і охолоджувача {\displaystyle T_{2}}.
Практично досяжний ККД Стірлінга приблизно в 2 рази гірше, ніж для циклу Карно. Зменшення ККД обумовлене теплообміном, тертям тощо.
Питома потужність двигуна Стірлінга (потужність на одиницю робочого об’єму) відповідає потужності дизеля.
Двигун Стірлінга працює від будь-якого перепаду температури і джерела тепла. Він може живитись від сонячного тепла, атомного реактора, розплаву металу, солей, або розігрітих земних надр. В такому разі він не потребує кисню і не є шкідливим для екології.
Конструктивно двигун Стірлінга значно простіший від двигуна внутрішнього згоряння (ДВЗ). В ньому може бути відсутня система запалювання, подачі палива, або вона може бути значно простіша, якщо двигун використовує рідке чи газове паливо. Двигун може бути зроблений так, щоб сам запускався, без допомоги стартера і акумулятора. У двигуна Стірлінга відсутні клапани, розподільчі вали тощо, як наслідок — ресурс двигуна Стірлінга може складати десятки та сотні тисяч годин без обслуговування.
Ідея «стірлінга» дозволяє складати найрізноманітніші конструкції двигуна для найрізноманітніших призначень, що дає вихід творчості умільців. Як частини двигуна використовуються банки з-під пива, скляні консервні банки, м'ячі, автомобільні шини, пінопласт тощо.
Видатною особливістю «стірлінга» є те, що маленький «стірлінг» працює не гірше за великий. В маленькій камері швидше вирівнюється різниця температур, процеси майже ізотермічні. Тобто, якісно зроблений модельний двигун буде працювати навіть краще від великого.
Двигуни Стірлінга мають вагомі переваги порівняно з двигунами внутрішнього згоряння, а саме:
- незначна витрата мастильних матеріалів;
- дуже низькі викиди основних шкідливих речовин, які на порядок нижчі за ДВЗ, завдяки сталому згоранню палива у сприятливих умовах;
- незначний рівень шуму двигуна Стіргінга, що пояснюється відсутністю механізму газорозподілу, а також плавним безперервним процесом згоряння, на відміну від вибухоподібного згоряння в циліндрах ДВЗ;
- невеликий обсяг технічного обслуговування;
- абсолютна некритичність до виду палива;
- двигун однаково добре працює і в спеку, і в мороз, на відміну від ДВЗ, який в холоди треба спочатку прогріти.

## Недоліки двигунів Стірлінга

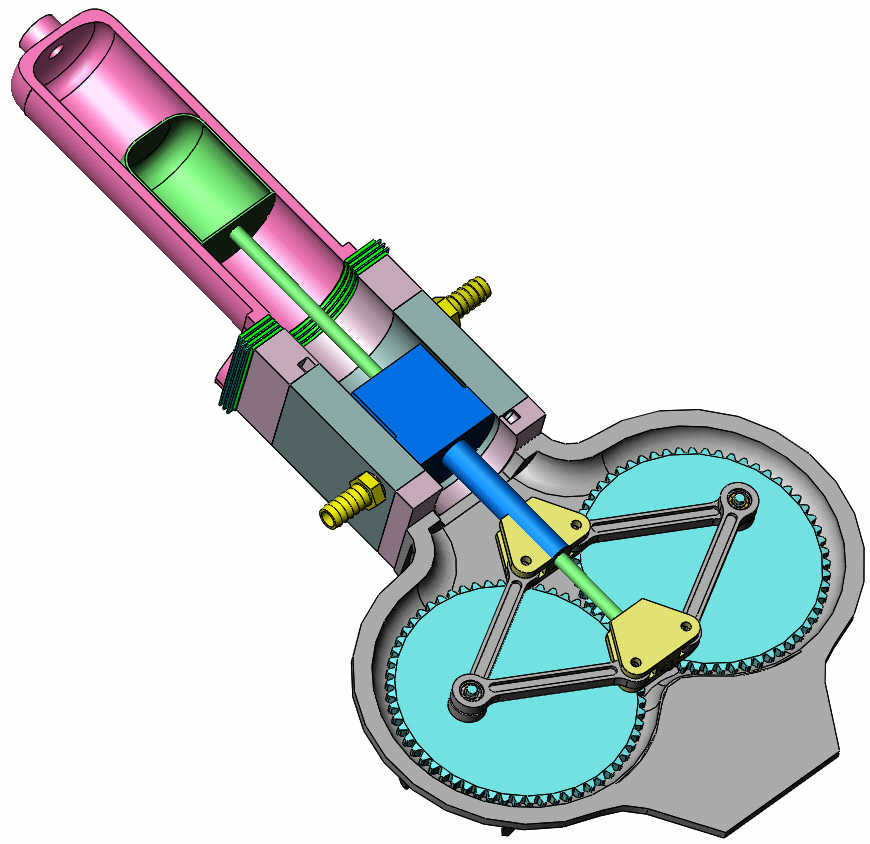
Двигун Стірлінга з ромбоєдричним механізмом єднання поршнів (розробка фірми Philips).

- ДС має велику матеріалоємність у порівнянні з ДВЗ. Це спричинено самим принципом роботи, згідно з яким робоче тіло гріється і охолоджується зовнішніми джерелами, скрізь стінки робочих циліндрів. Оскільки усередині двигуна знаходиться газ під великим тиском, до стінок циліндрів висуваються дуже жорсткі вимоги: вони повинні тримати цей тиск та добре передавати тепло.
- В порівнянні з тим же ДВЗ ДС важче також через те, що має охолодження робочого тіла. ДВЗ просто викидає відпрацьований газ назовні, а набирає холодне свіже повітря.
- ДС має високий коефіцієнт корисної дії при використанні у конструкції регенератора тепла. Це також збільшує вагу і ціну конструкції.
- Оскільки у системі присутні дві робочі камери, об'єми яких змінюються поршнями, то для ефективної роботи необхідна складна система, що зв'язує поршні.
- ДС дуже повільно реагує на зміну кількості тепла, що поступає від джерела нагріву. Тому для використання ДС у транспорті доводиться долучати досить специфічні засоби керування потужністю, які теж додають ваги пристрою. Це: зміна об'єму робочого тіла у двигуні або ж зміна фазового кута між рухом поршнів. Але зміна фазового кута дозволяє миттєво реагувати на керування, а також дозволяє миттєво перетворити двигун на тепловий насос і накопичувати енергію гальмування у вигляді тепла.

## Застосування двигунів Стірлінга
Високий коефіцієнт корисної дії привертає увагу інженерів до цього типу двигунів. Принцип дії не залежить від джерела тепла — це може бути атомний реактор, або горнятко кави.
Цікавим є застосування ДС для перетворення сонячного тепла.
Застосування ДС як електрогенератора для військового підводного човна, дозволило конкурувати із атомними субмаринами за тривалістю автономного плавання.

### Philips MP1002CA

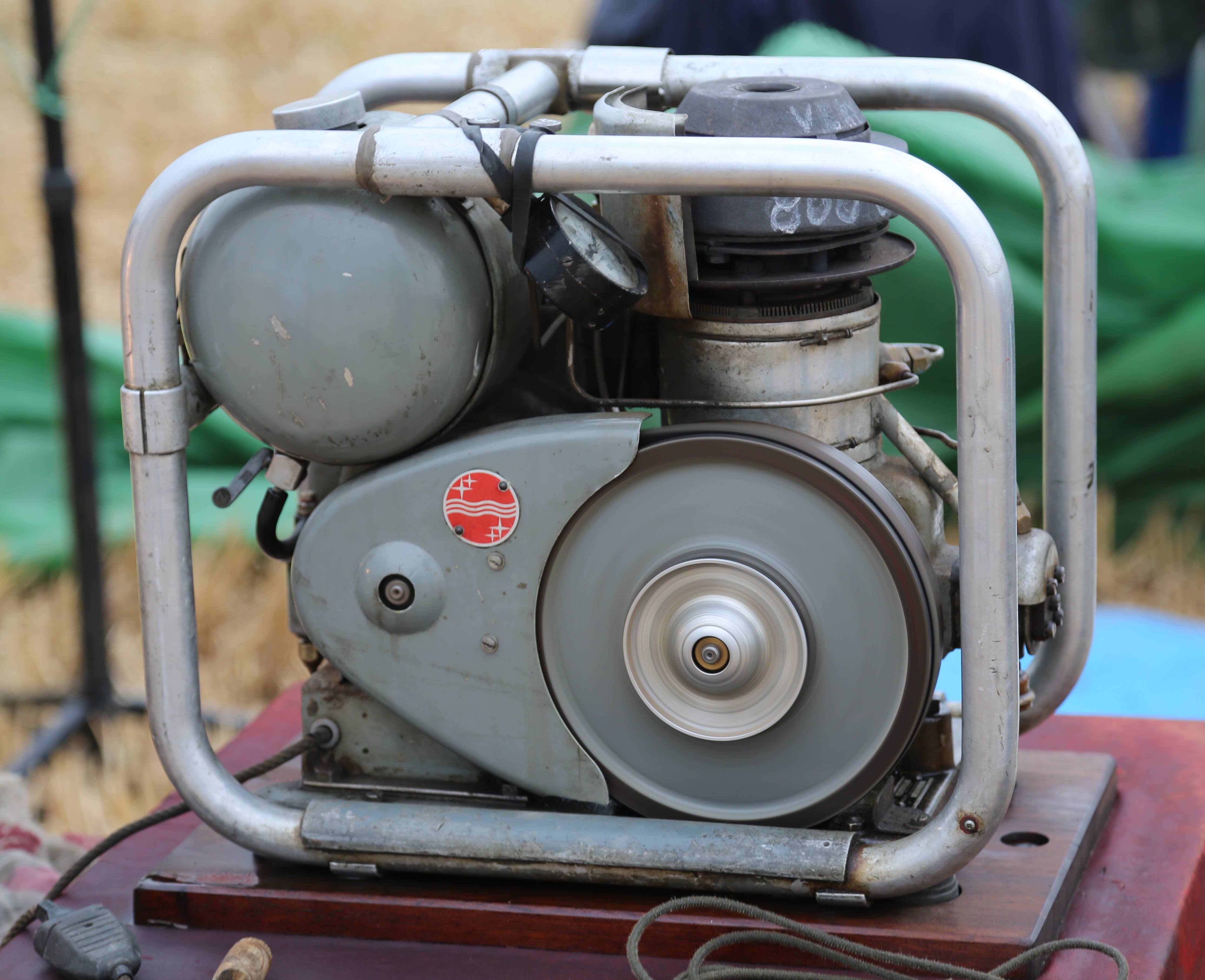
Генератор Philips MP1002CA

Портативний електрогенератор Philips MP1002CA, створений компанією Philips у 1951 році, був призначений для живлення радіоприймачів у віддалених від електричних мереж регіонах.
Як паливо було обрано освітлювальну (лампову) олію. Двигун також працює від побутових газових балонів з пропаном.
У конструкції генератора було використано найсучасніші досягнення та конструкційні матеріали у сфері технологій зі створення двигунів Стірлінга 1930—1950-х років.
Цей генератор, відомий також як "Bungalow set", має потужність до 200W при напрузі 220V змінного струму — вартість пристрою була досить високою як для такого малопотужного генератора і мала дуже низьку зацікавленість серед покупців, тому вироблено було близько 150 штук.

## Цикл Стірлінга
Ключовим принципом двигуна Стірлінга є те, що незмінна кількість газу є закритою усередині двигуна. Цикл Стірлінга містить у собі послідовність дій, що змінюють тиск газу усередині двигуна і приводять його у роботу.
Є кілька якостей газів, які важливі для роботи двигунів Стірлінга:
- При наявності незмінної кількості газу у незмінному об'ємі і збільшенні температури, його тиск буде збільшуватись.
- При збереженні незмінної кількості газу і зменшенні об'єму, у якому він знаходиться, температура газу буде зростати.

Розглянемо докладніше кожну із частин циклу Стірлінга на прикладі спрощеного двигуна Стірлінга, що використовує два циліндри. Один циліндр нагрівається зовнішнім джерелом тепла (наприклад, на вогні), а другий охолоджується (наприклад за допомогою льоду). Циліндри заповнені газом і з'єднані між собою, а їх поршні механічно пов'язані за допомогою пристрою, що забезпечує певний порядок їхнього руху.

Цикл Стірлінга на прикладі двигуна Альфа-конфігурації з розташуванням циліндрів під кутом 90°

У циклі Стірлінга є чотири фази. Два поршні у наведеній схемі працюють у всіх частинах такого циклу:
1. Тепло, нагріваючи газ всередині циліндра (праворуч), викликає збільшення його тиску, що змушує поршень рухатися вліво. У цій частині циклу двигун Стірлінга виконує роботу.
2. Правий поршень рухається вправо, а лівий рухається вверх. При цьому газ перетікає в охолоджуваний (лівий) циліндр і охолодження призводить до падіння тиску, завдяки чому буде легше стиснути газ у наступній частині циклу.
3. Поршень лівого (охолоджуваного) циліндра починає стискати газ. При стискуванні виділяється тепло, що відводиться через стінки охолоджуваного циліндра.
4. Правий поршень рухається вліво, а лівий рухається вниз. Це призводить до переміщення газу у циліндр, що нагрівається. У ньому газ розігрівається, тиск збільшується і цикл повторюється.

Двигун Стірлінга виконує роботу під час першої частини циклу. Існують два основних шляхи збільшення потужності циклу Стірлінга:
- Збільшити тиск в першій фазі циклу, що виконує роботу. Це збільшить виконувану двигуном роботу. Один зі шляхів збільшення тиску є збільшення температури газу. Пристрій, який називається регенератором (regenerator), може підвищити потужність двигуна шляхом тимчасового збереження тепла. Фактично забезпечити високий ККД двигуна Стірлінга, можливо тільки за наявності ефективного регенератора.

- Зменшити витрати в третій фазі циклу, коли поршні виконують роботу із газом, використовуючи частину енергії, що була одержана у першій фазі циклу. Зменшення тиску на цьому етапі може зменшити кількість затрачуваної енергії, тобто загальна віддача двигуна зросте. Одним зі шляхів зменшення тиску є охолодження газу до більш низьких температур.

Це ідеальний цикл Стірлінга. У реальних машинах використовуються варіації цього циклу, що пов'язано з фізичними обмеженнями в їхніх конструкціях.

## Будова і принцип роботи двигуна Стірлінга

### З двома циліндрами
Однією з можливих конструкцій двигуна Стірлінга є розташування його циліндрів під кутом 90° (як на ілюстрації циклу вище).
У кожному циліндрі переміщується поршень: у гарячому – як робочий, а в холодному — як витискач. Поршні поєднано із кривошипом колінчастого валу шатунами.
Гаряча порожнина сполучається з холодною через регенератор і охолоджувач. Регенератор є тепловим акумулятором, що призначений для запобігання втратам теплоти. Він одержує теплоту робочого тіла при перетіканні із гарячої порожнини до холодної і віддає її при зворотному перетіканні робочого тіла. Матеріал регенератора повинен мати високу теплоємність та низьку теплопровідність для уникання передачі теплоти до охолоджувача. 
Охолоджувач одержує основну частину теплоти, яка відводиться від двигуна, що зумовлено замкненим циклом двигуна Стірлінга. Порівняно із дизелем, у системі охолодження двигуна Стірлінга відводиться вдвічі більше теплоти і тому, продуктивність системи охолодження має бути вдвічі вищою. 
Під час руху поршня до верхньої мертвої точки, відбувається стискання повітря у всіх порожнинах двигуна. Робоче тіло через регенератор відбирає накопичену теплоту і перетікає до гарячої порожнини. Теплота до робочого тіла в гарячій порожнині підводиться ззовні через стінки циліндра від продуктів згоряння, що утворюються у камері згоряння. Нагрівання робочого тіла в гарячій порожнині зумовлює підвищення його тиску в усіх сполучених між собою порожнинах двигуна. Під дією цього тиску робочий поршень переміщується до нижньої мертвої точки, здійснюючи робочий хід, а робоче тіло проходить через регенератор, віддає йому частину теплоти, охолоджується в охолоджувачі і потрапляє до холодної порожнини. Завдяки зниженню температури зменшується тиск. 
Далі цей цикл повторюється.
Регулювання потужності може здійснюватись, наприклад, зміною додаткового об'єму, для чого до двигуна додають додатковий поршень із ґвинтовою передачею.

### З одним циліндром

Дія двигуна Стірлінга Бета-конфігурації. Такий двигун має один циліндр.

Іншою можливою конструкцією двигуна Стірлінга є використання єдиного циліндра, який вміщує як камеру нагріву, так і камеру охолодження (як на ілюстрації). Це є так звана бета-конфігурація.
Такий двигун краще тим, що його ущільнення працюють при низьких температурах, але питома потужність бета-стірлінга майже вдвічі менша за альфа-стірлінг. Це пов'язано із тим, що співвідношення гарячого та холодного об'єму у бета-стірлінга гірші за альфа-стірлінг. Цей показник ще гірший у гамма-конфігурації.
Проте, перевагою єдиного циліндра є також те, що поршень-витискувач може виконувати функції рекуператора. В такому разі поршень виготовляється у вигляді порожнього циліндра, заповненого металічною сіткою, дротом, гранулами або фольгою. Або ж поршень має значний зазор зі стінками циліндра. Або поршень має поздовжні прорізи вздовж осі, в яких протікає робоче тіло.